# Hässlö, Västerås
Hässlö är en stadsdel i det administrativa bostadsområdet Öster Mälarstrand-Hamre-Talltorp i Västerås, c:a 5 km öster om centrum.
Hässlö domineras av Stockholm-Västerås flygplats. Här bedrivs även flygutbildning på flygplan: Flygteoriskolan, Scandinaian Aviation Academy och Airways. Det finns helikoptertrafik: Heliair Sweden och utbildningar: Scandinavian Helicopter Center och iTell Helicopters.
Norr om flygplatsen (Signalistgatan) ligger ett småindustriområde och ett hotell.
Västerås flygmuseum ligger i Hässlö.
Byggnaderna som tidigare var Västmanlands flygflottilj (nedlagt 1983), har fått ny användning för småfirmor och annat, till exempel Flygskyttens asylboende. Här finns även värdshuset Västerås Officersmäss. 
Edströmska gymnasiet (Mälardalens Fordons- & Transportutbildningar) finns i Hässlö.
I södra delen ligger Västerås vattenverk och vid Hässlösundet, det gamla överstebostället Hässlö gård. Längs med Hässlösundet går en cykelväg hela vägen från Björnövägen till Gäddeholm.

Området avgränsas av Stockholmsvägen, östra gränsen av flygplatsens banområde, Hässlösundet, Björnövägen, gränsen mot Hamre sportfält och Hälla Koloniväg.
Området gränsar i väster till Hälla koloni och Hamre sportfält.